# Avignonský most
Avignonský most (francouzsky oficiálně Le pont Saint-Bénézet, běžně i Le pont d'Avignon) je most v Avignonu v departementu Vaucluse v jižní Francii. Most byl již v roce 1840 zařazen mezi francouzské kulturní památky. V roce 1995 byl Most svatého Benézéta spolu s papežským palácem a avignonskou katedrálou  zapsán pod souhrnným názvem "Historické centrum Avignonu" na seznam světového kulturního dědictví UNESCO.

## Historie
Původní dřevěný most přes obě ramena řeky Rhôny byl postaven mezi roky 1171 a 1185 a z velké části zničen při obléhání města Ludvíkem VIII. roku 1226. 

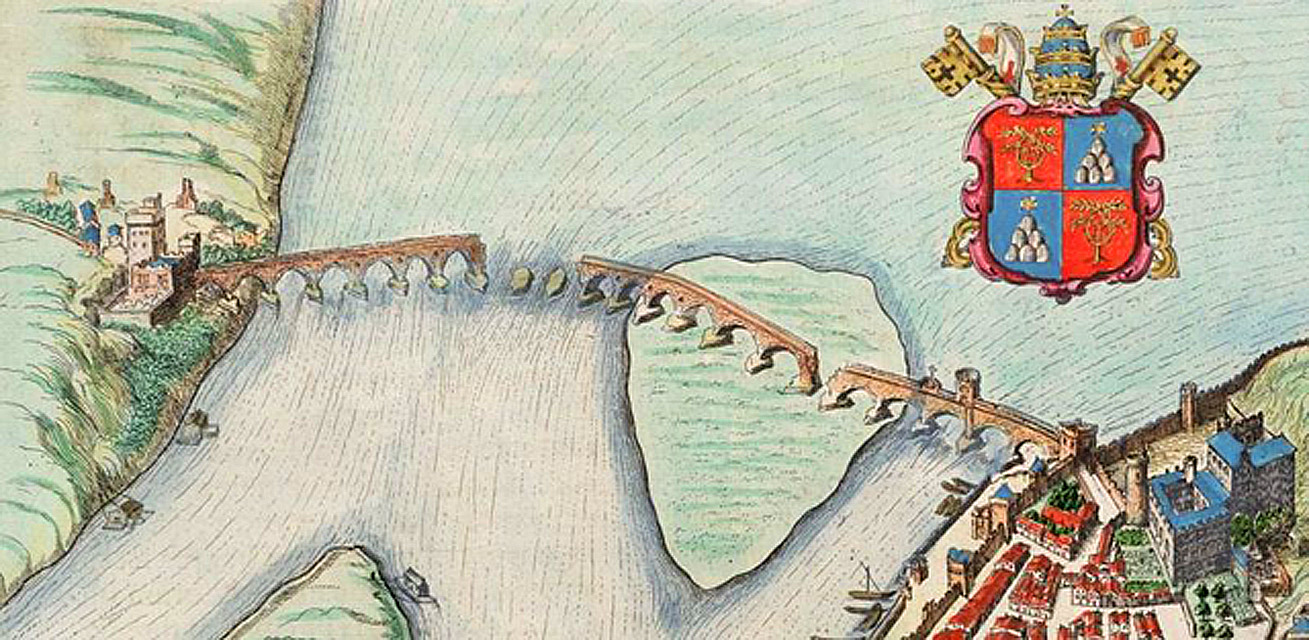
Kresba mostu z roku 1618. (Archiv města Avignonu)

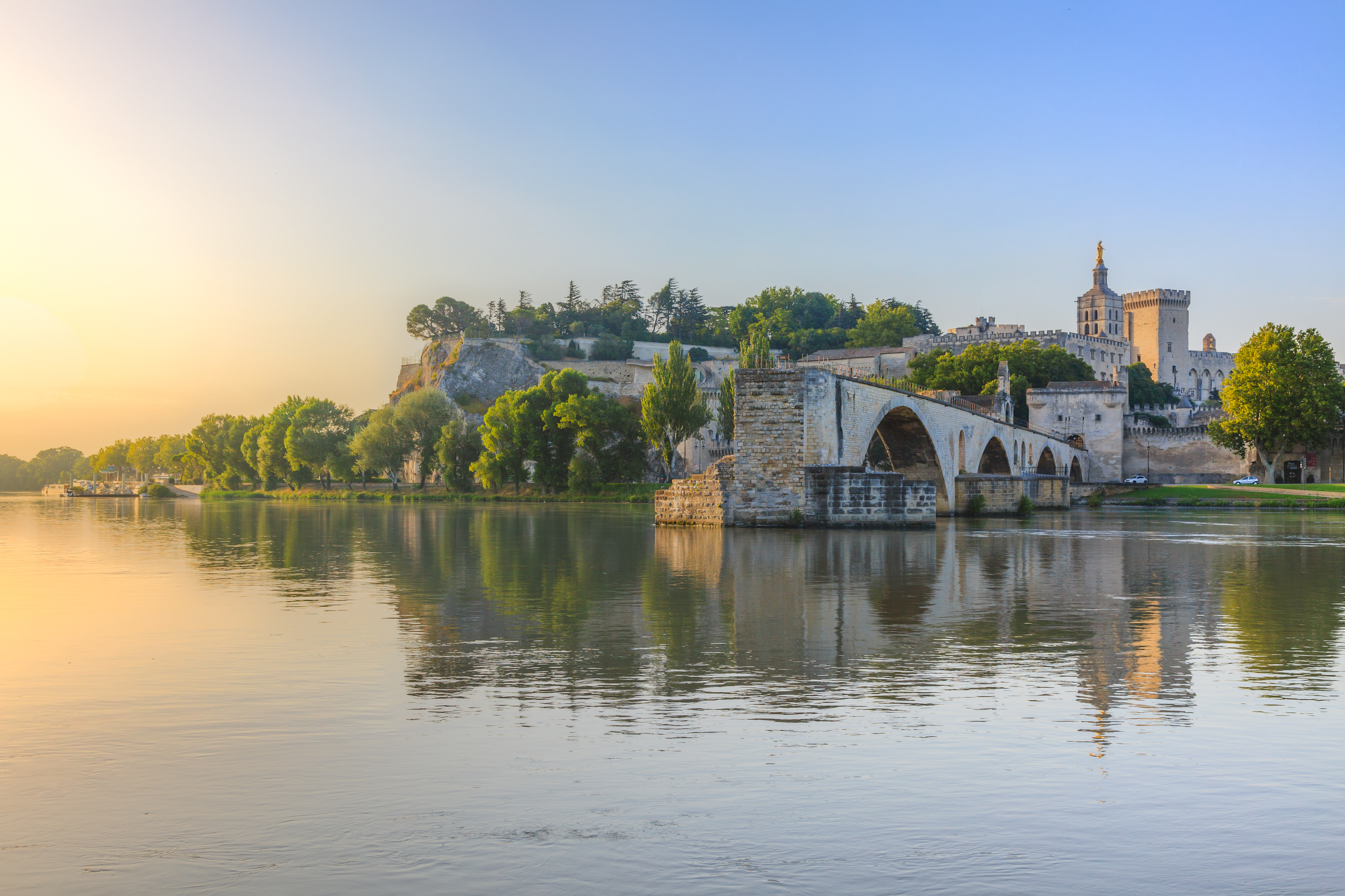
Torzo Avignonského mostu

V roce 1355, jen několik let před stavbou Karlova mostu v Praze, byl nahrazen kamenným mostem v původní délce kolem 920 metrů s 22 oblouky. Postupně ho ničily povodně, definitivně katastrofální povodeň roku 1668, po níž už nebyl opraven. Dnes stojí již jen poslední čtyři oblouky a zbytky mostu slouží jako turistická atrakce. Most se stal námětem pro známou francouzskou lidovou píseň Sur le pont d’Avignon (Na Avignonském mostě).

## Legenda
Svatý Bénézet, po němž se most jmenuje, byl podle legendy původně místní pasáček, který dostal boží vnuknutí, že je třeba vystavět v Avignonu most, a dokázal o svém poslání přesvědčit místní honoraci tím, že zázračně zvedl těžký kámen. 